# Zdzisław Ratajek
Zdzisław Ratajek (ur. 14 stycznia 1938 w Radziejowie) – polonista, pedagog, doktor habilitowany. Profesor nadzwyczajny Uniwersytetu Jana Kochanowskiego w Kielcach oraz kieleckiej Wszechnicy Świętokrzyskiej.

## Życiorys
Ukończył Studium Nauczycielskie w Toruniu (1958) oraz filologię polską (1964) w Wyższej Szkole Pedagogicznej w Opolu (Obecnie Uniwersytet Opolski). Karierę zawodową rozpoczął w 1958 roku, kiedy podjął pracę nauczyciela języka polskiego w Szkole Podstawowej nr 1 im. Stanisława Staszica w Kielcach. W latach 1965–66 był dyrektorem kieleckiej Szkoły Podstawowej nr 16, a następnie przez trzy lata (1966-69) zajmował stanowisko wizytatora okręgowego w kieleckim Kuratorium Okręgu Szkolnego. W latach 1969–1973 pracował jako inspektor szkolny w Kielcach, a w latach 1973-1989 zajmował stanowisko adiunkta oraz docenta pedagogiki w kieleckim oddziale Instytutu Kształcenia Nauczycieli w Warszawie.
W 1984 roku podjął pracę w Wyższej Szkole Pedagogicznej (WSP) w Kielcach (obecnie Uniwersytet Jana Kochanowskiego), gdzie w latach 2002-2008 pełnił funkcję dziekana Wydziału Pedagogicznego i Artystycznego. Podczas pracy na tej uczelni był wieloletnim kierownikiem Zakładu Pedagogiki Wczesnoszkolnej i Przedszkolnej (1989–2008) oraz dyrektorem Instytutu Edukacji Szkolnej (1999-2002).
Był współzałożycielem prywatnej szkoły wyższej Wszechnicy Świętokrzyskiej, w której w latach 1994-2002 piastował stanowisko dziekana Wydziału Humanistyczno–Pedagogicznego.
W 1972 obronił pracę doktorską pt. Funkcja diagnostyczna prac pisemnych uczniów, przygotowana pod kierunkiem prof. Jana Kulpy. W 2001 uzyskał stopień doktora habilitowanego na podstawie rozprawy pt.Stosunki wzajemne między nauczycielami a uczniami w procesie edukacyjnym. W 1994 roku został wiceprzewodniczącym oddziału wojewódzkiego Ludowego Towarzystwa Naukowo-Kulturalnego. Jest również współzałożycielem oraz prezesem Europejskiego Stowarzyszenie Dialogu Edukacyjnego (ESDE). W 2005 roku został członkiem rzeczywistym Słowiańskiej Akademii Pedagogicznej im. J.A. Komeńskiego w Moskwie.
Od 2003 zajmuje stanowisko redaktora naczelnego czasopisma "Nauczanie Początkowe. Edukacja Zintegrowana" oraz (od 2011) kwartalnika pedagogiczno-społecznego "Nowe Horyzonty Edukacji".

## Odznaczenia i wyróżnienia
Odznaczony Złotym i Srebrnym Krzyżem Zasługi, Krzyżem Kawalerskim i Oficerskim Orderu Odrodzenia Polski oraz Medalem Komisji Edukacji Narodowej. Ponadto otrzymał szereg nagród ministerialnych.

## Wybrane publikacje
Jest autorem licznych prac naukowych: artykułów, rozdziałów i książek. Do najważniejszych pozycji należą:
- Dydaktyka języka i literatury polskiej. Materiały pomocnicze dla nauczycieli, cz. I. IKNiBO, Kielce 1976.
- Funkcja diagnostyczna prac pisemnych w nauczaniu języka polskiego, Kielce WSP,1977.
- Ocena pracy nauczycieli akademickich zatrudnionych w IKN i w oddziałach terenowych, Kielce 1979, s. 24.
- Stefan Żeromski – Henryk Sienkiewicz. Materiały z sesji naukowej zorganizowanej w Kielcach w 110 rocznicę urodzin S. Żeromskiego i 60 rocznicę śmierci H. Sienkiewicza, Kielce WSP 1978, s. 205. Redakcja naukowa i artykuł.
- Problemy oceny pracy nauczyciela, Warszawa 1982, WSiP, s.219.
- Nadzór i doradztwo Pedagogiczne, Kielce 1983, IKN ODN, s. 213.
- Odpowiedzialność służbowa nauczycieli, Warszawa 1985, IKN, s.35.
- Wiedza i umiejętności nauczycieli, Warszawa1987, IKN, s.s 184.